# گربه‌کوسه‌های دم‌اره‌ای
گربه‌کوسه‌های دم‌اره‌ای (نام علمی: Galeus) نام یک سرده از تیره گربه‌کوسه است.